# Hydropsyche kozhantschikovi
Hydropsyche kozhantschikovi là một loài Trichoptera trong họ Hydropsychidae. Chúng phân bố ở miền Cổ bắc.